# Demokratische Linke (1967)

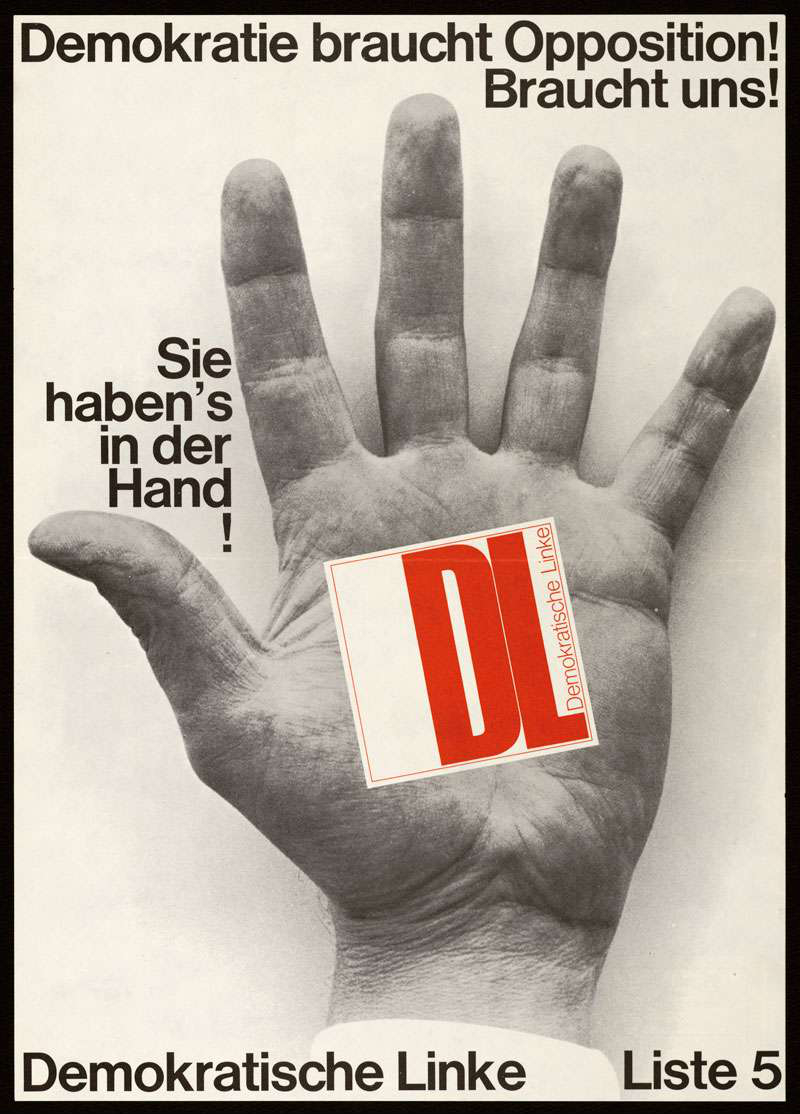
Plakat zur Landtagswahl 1968

Die Demokratische Linke (DL) war eine 1967 gegründete Wahlpartei, in der sich ehemalige Mitglieder der seit 1956 verbotenen KPD und linke Kritiker der seit 1966 regierenden Großen Koalition zusammenschlossen. Die fast ausschließlich in Baden-Württemberg aktive Partei scheiterte bei der Landtagswahl 1968 mit 2,3 Prozent an der Fünf-Prozent-Hürde und löste sich 1970 auf.

## Geschichte
Initiativen für eine Sammlungsbewegung nichtsozialdemokratischer Linker gingen unter anderem von einer Ende 1966 abgehaltenen gemeinsamen Konferenz des Sozialistischen Bundes und des Sozialistischen Deutschen Studentenbundes (SDS) aus. Ziele waren zum Teil die Gründung einer neuen Partei, zum Teil eine reine Beteiligung an Wahlen. Dabei wurde eine organisatorische Zusammenfassung auch der außerparlamentarischen Opposition gegen die Notstandsgesetzgebung angestrebt. Die illegale KPD schlug im Vorfeld der Landtagswahl von 1968 der von ihr mitgetragenen Deutschen Friedensunion (DFU) ein breiter angelegtes Bündnis vor, um die Chancen für einen Wahlerfolg zu erhöhen. Zur Landtagswahl 1960 war die Vereinigung für Frieden und soziale Sicherheit (VFS) angetreten, für die mehrere frühere KPD-Mitglieder kandidierten. Die VFS hatte 0,5 % der Stimmen erhalten; die 1964 kandidierende DFU hatte 1,4 % erzielt.
Die Gründung der Demokratischen Linken wurde von „Arbeiterausschüssen“ initiiert, die sich in Stuttgart und Mannheim gebildet hatten und überwiegend aus Gewerkschaftern bestanden, die mit der SPD unzufrieden waren. Heinz Seeger, DFU-Landesvorsitzender in Baden-Württemberg, erklärte vor dem Gründungskongress, man wolle breiten Wählerschichten „vom evangelischen Pfarrer bis zum kommunistischen Betriebsrat“ eine Alternative zur Großen Koalition bieten. Am Gründungskongress der Demokratischen Linken am 22. November 1967 in Stuttgart nahmen 1100 Menschen teil, von denen 650 der Partei beitraten. Parteivorsitzender wurde Eugen Eberle, der 1947 für die KPD in den Gemeinderat von Stuttgart gewählt und nach dem Parteiverbot als Parteiloser wiedergewählt worden war. Stellvertretende Vorsitzende wurden August Locherer, seit 1947 für die KPD, später für die DFU im Gemeinderat von Mannheim, und Heinz Laufer, ein mehrfacher deutscher Leichtathletikmeister, der zuvor aus der SPD ausgetreten war.
Programmatisch war die Demokratische Linke stärker auf die Interessen der Lohnabhängigen ausgerichtet als die DFU. Von der Landesregierung wurden konkrete wirtschafts- und gesellschaftspolitische Maßnahmen gefordert. Zudem trat die Demokratische Linke für eine neue Ostpolitik sowie die Anerkennung der DDR ein und wandte sich gegen die Entwürfe für Notstandsgesetze und die als neonazistisch eingeschätzte NPD.
Im Vorfeld der Landtagswahl stellte die Partei in allen 70 Wahlkreisen zwei Bewerber auf, von denen knapp die Hälfte ehemalige KPD-Mitglieder waren. Der Einfluss der KPD führte zu Kontroversen innerhalb der DFU, in deren Folge der stellvertretende DFU-Landesvorsitzende zurücktrat; auch in anderen linken Gruppen wurde dies als Hinweis gewertet, dass die KPD sich nicht ohne Führungsanspruch in ein Bündnis aller Linken einordnen wolle. Eine Delegiertenkonferenz des SDS Ende März 1968 lehnte die Demokratische Linke klar ab und beschloss eine außerparlamentarische Festlegung des Verbandes. Der Stuttgarter Linkssozialist Fritz Lamm, der an Vorbereitungstreffen beteiligt war, hielt die Parteiengründung für aussichtslos, da in Baden-Württemberg weite Teile der Arbeitnehmerschaft relativ saturiert und weitgehend entpolitisiert seien. Für Lamm war der typische SPD-Wähler vergleichbar mit einem Kirchenmitglied, „das dabeibleibt, auch wenn es schon nicht mehr an Gott glaubt – und häufig auf die Pfaffen schimpft.“
Bei der SPD stieß die Demokratische Linke auf scharfe Kritik: Herbert Wehner nannte die Parteigründung den „ein wenig ferngesteuerten Versuch“, die SPD zu schwächen, der vom SED-Politbüro gebilligt sei. Eugen Loderer, DGB-Vorsitzender in Baden-Württemberg und stellvertretender Landesvorsitzender der SPD, hielt der Demokratischen Linken vor, sie spalte die Arbeiterbewegung und könne eine ähnliche Situation schaffen wie vor der nationalsozialistischen „Machtergreifung“ 1933.
Die Landtagswahl am 28. April 1968 verlief für die Demokratische Linke enttäuschend: Mit 2,3 Prozent scheiterte die Partei an der Fünf-Prozent-Hürde. Nur in insgesamt fünf Stuttgarter und Mannheimer Wahlkreisen stimmten mehr als fünf Prozent der Wähler für die Demokratische Linke. Zugleich verlor die SPD 8,3 % der Stimmen; die NPD erzielte mit 9,8 % ihr bis dahin bestes Ergebnis bei einer Landtagswahl.
Nach der Wahl beschloss die Demokratische Linke, bei den Kommunalwahlen in Baden-Württemberg im Herbst 1968 anzutreten. Zu Kandidaturen kam es nur in einzelnen Gemeinden; häufiger waren gemeinsame Listen aus Demokratischer Linke, Deutscher Friedensunion und Parteilosen. Bei den Kommunalwahlen in Hessen im Oktober 1968 trat eine Demokratische Linke in einer Gemeinde und zwei Landkreisen an, ohne Mandate zu gewinnen.
Zur Bundestagswahl 1969 kandidierte mit der Aktion Demokratischer Fortschritt ein der Demokratischen Linken vergleichbares Wahlbündnis, an dem sich auch die im September 1968 gegründete Deutsche Kommunistische Partei (DKP) beteiligte. Der Vorstand der Demokratischen Linken beschloss im Juni 1970 mehrheitlich die Auflösung der Partei.